# Tamara Markašanskaja
Tamara Michajlova Markašanskaja (cirillico Тамара Михайловна Маркашанская; Smolensk, 20 novembre 1954) è un'ex fondista sovietica.

## Biografia
In Coppa del Mondo ottenne il primo risultato di rilievo il 19 febbraio 1983 a Kavgolovo (9ª) e l'unico podio il 9 dicembre 1983 a Reit im Winkl (3ª).
In carriera prese parte a un'edizione dei Giochi olimpici invernali, Sarajevo 1984 (13ª nella 20 km).

## Palmarès

### Coppa del Mondo
- Miglior piazzamento in classifica generale: 9ª nel 1984
- 1 podio (individuale[1]):
  - 1 terzo posto